# Xã Essex, Michigan
Xã Essex (tiếng Anh: Essex Township) là một xã thuộc quận Clinton, tiểu bang Michigan, Hoa Kỳ. Năm 2010, dân số của xã này là 1.910 người.